# Porsche 933
Porsche 933 är en bilmodell från Porsche.
933:an var en relativt ovanlig specialmodell för racing. 16 st tillverkades färdigbyggda från fabrik. Rent officiellt handlade det om ett kit som man enligt Porsche kunde köpa och utrusta sin Porsche 924 med för att på så sätt få en bil som var redo för startplattan.